# 塞里尼昂
塞里尼昂（法語：Sérignan，法語發音：[seʁiɲɑ̃]）是法国埃罗省的一个市镇，位于该省西南部，属于贝济耶区。

## 地理
塞里尼昂（43°16'48"N, 3°16'39"E）面积27.45 平方千米，位于法国奧克西塔尼大區埃罗省，该省份为法国南部沿海省份，南濒地中海，西南接奥德省，西北接塔恩省和阿韦龙省，东北与加尔省接壤。
与塞里尼昂接壤的市镇（或旧市镇、城区）包括：波尔蒂拉涅、贝济耶新城、索维扬、旺德尔、瓦尔拉斯普拉日。

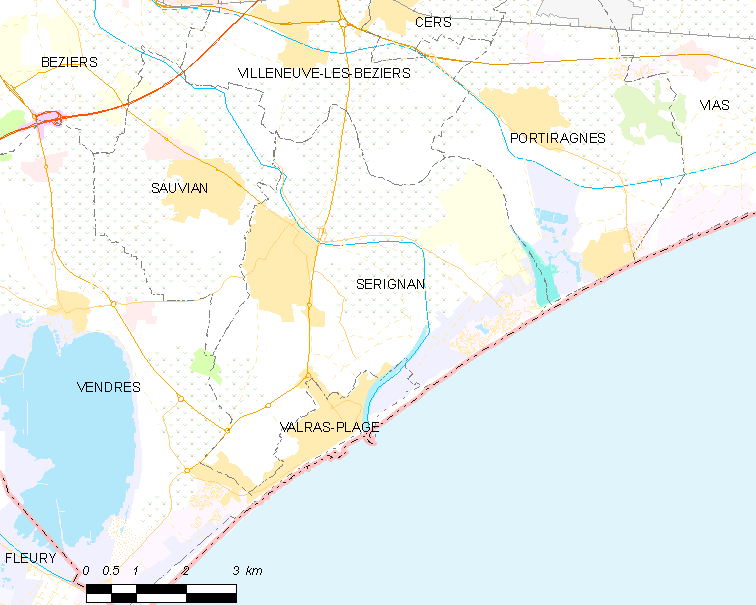
塞里尼昂的OSM定位图

塞里尼昂的时区为UTC+01:00、UTC+02:00（夏令时）。

## 行政
塞里尼昂的邮政编码为34410，INSEE市镇编码为34299。

## 政治
塞里尼昂所属的省级选区为贝济耶第一县。

## 人口

1962-2008年间塞里尼昂人口变化图示

塞里尼昂于2022年1月1日时的人口数量为8437人。